# Sun Peaks

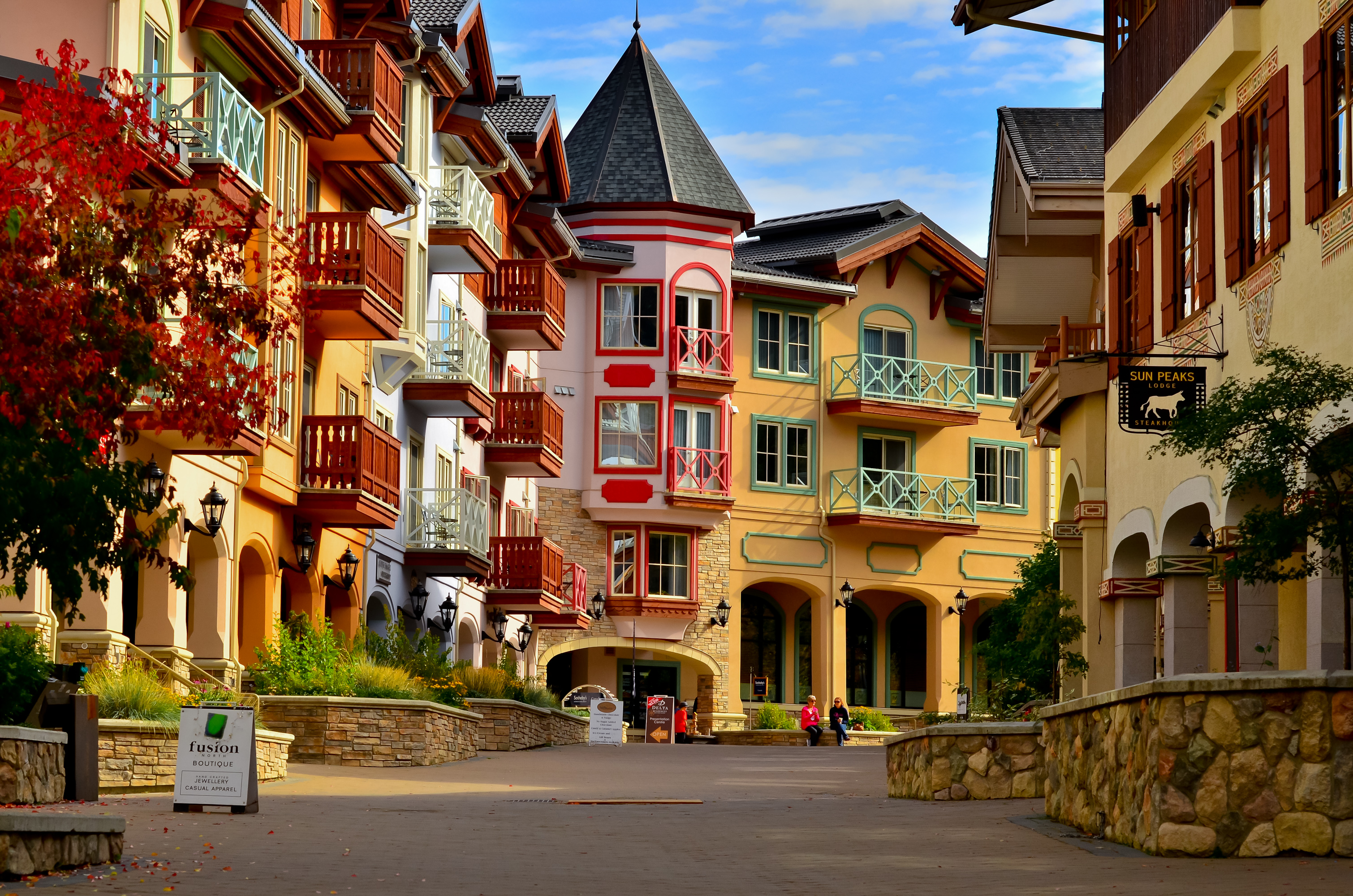
Sun Peaks.

Sun Peaks est une station de sports d'hiver canadienne située à 56,6 km (35,2 mi) au nord-est de Kamloops en Colombie-Britannique, précisément dans la municipalité de Sun Peaks. Le sommet du domaine skiable se situe à une altitude de 2 080 mètres, duquel partent quinze kilomètres de pistes. La quantité de neige tombée est d'environ 5,6 mètres par an.
La station s'est nommée « Sun Peaks » en juillet 1993, auparavant elle s'appelait Tod Mountain du nom de la plus haute montagne de la station. La station fut créée en 1961.

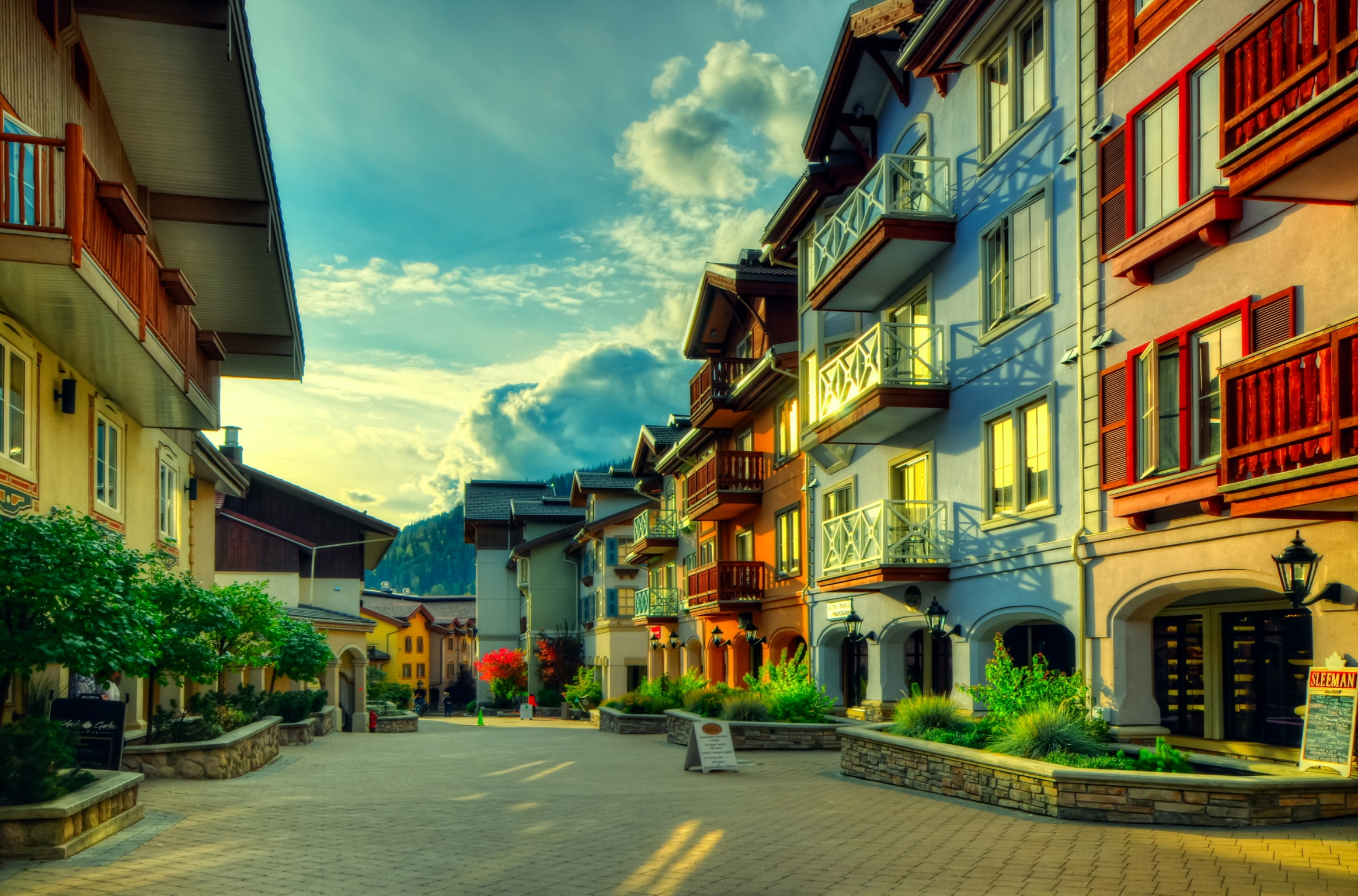
Le centre-ville de Sun Peaks
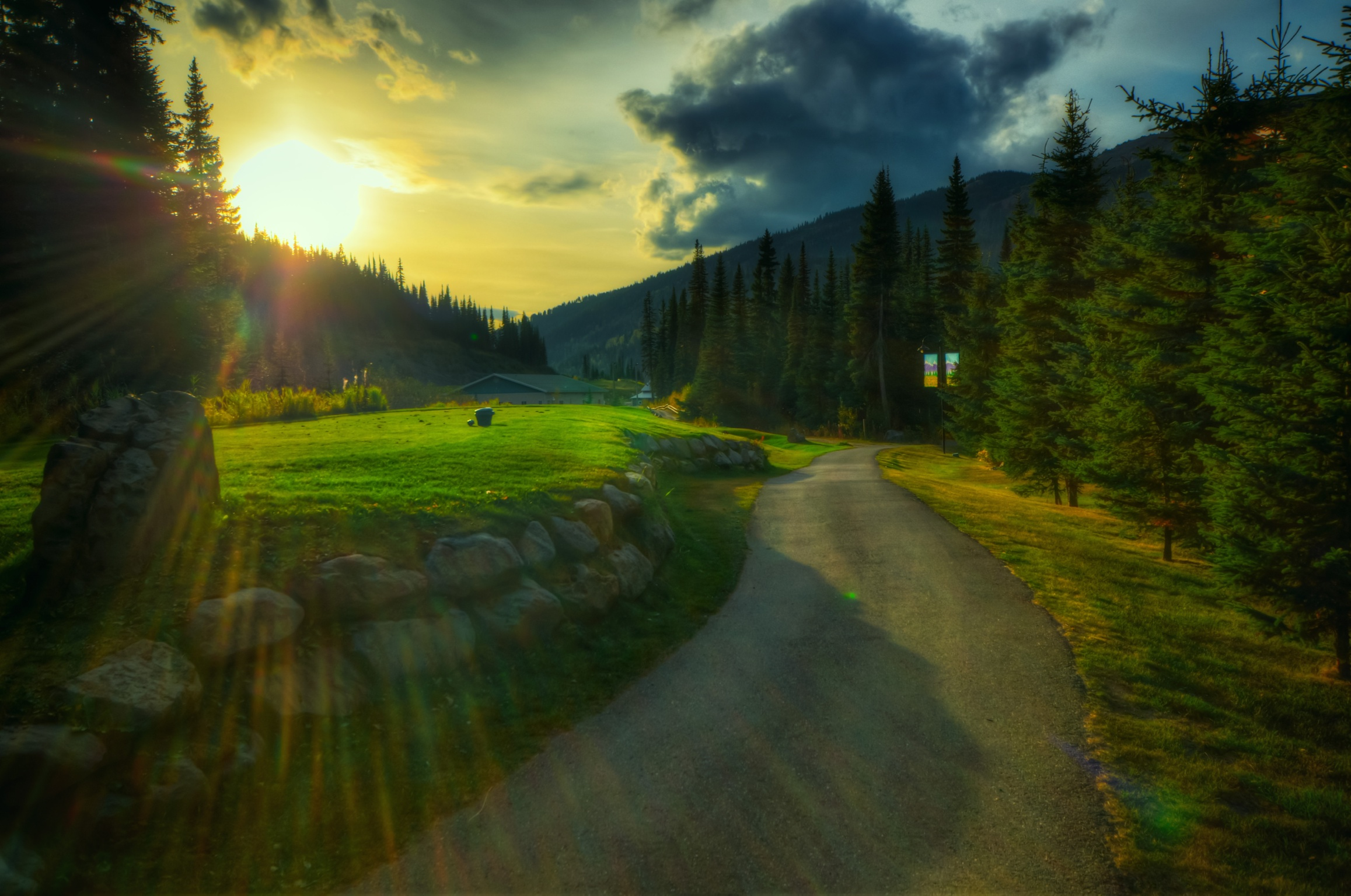
Le terrain de golf de Sun Peaks
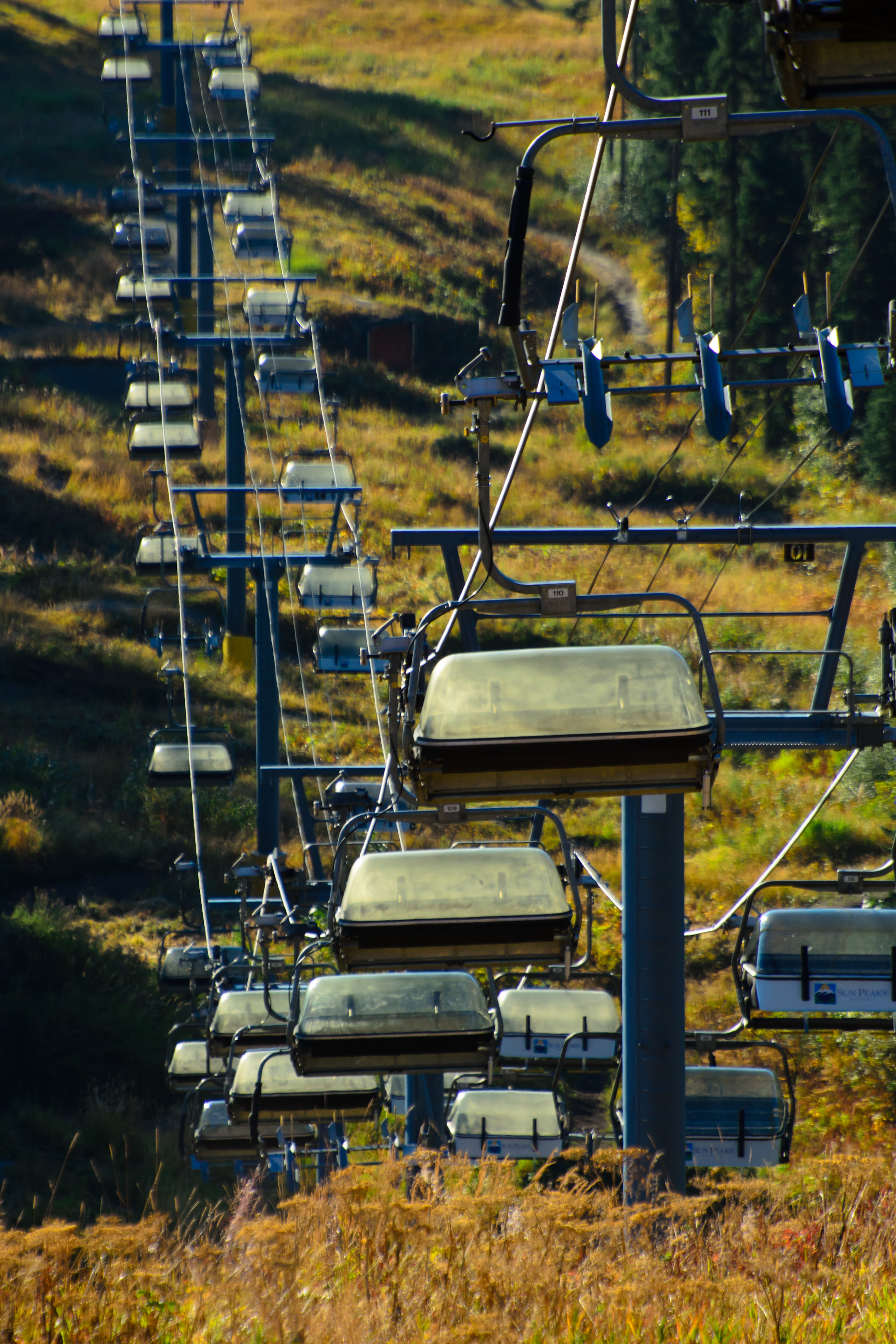
Télésiège de la Tod Mountain

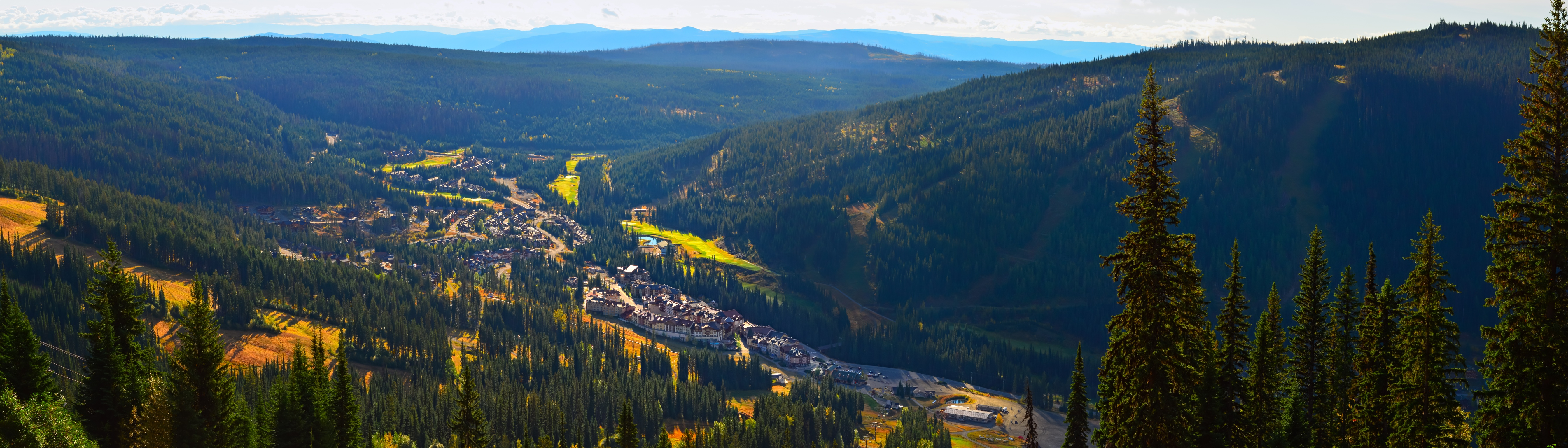
L'image panoramique de Sun Peaks.